# Gelegdżamcyn Ösöchbajar
Gelegdżamcyn Ösöchbajar (ur. 13 grudnia 1973) – mongolski zapaśnik w stylu wolnym. Olimpijczyk z Aten 2004, gdzie zajął dwunaste miejsce w kategorii 120 kg.
Pięciokrotny uczestnik mistrzostw świata, dziesiąty w 2003. Brązowy medal na igrzyskach azjatyckich w 1998 i ósma lokata w 2002. Srebro na igrzyskach Wschodniej Azji w 2001, czwarty w 1997. Najlepszy na mistrzostwach Azji w 2001. Trzeci w Pucharze Świata w 2002 roku.